# مارغريتا مارينوفا
مارغريتا مارينوفا هي مهندسة طيران ومهندسة كندية، ولدت في القرن العشرين في صوفيا في بلغاريا.